# Хэдли, Норм
Норман «Норм» Хэдли (англ. Norman "Norm" Hadley; 2 декабря 1964, Виннипег — 26 марта 2016, Токио) — канадский профессиональный регбист, игравший на позиции лока (замка). Выступал за английские профессиональные клубы «Лондон Уоспс» и «Бедфорд Блюз», выступал в Канаде за команды «Джеймс Бэй» и «Олд Бойз Рэйвенз», в Новой Зеландии — за «Вестерн Сабёрбз». Выпускник Университета Британской Колумбии 1991 года (факультет экономики, мастер делового администрирования). В составе сборной Канады провёл 15 игр с 1987 по 1994 годы, вышел в четвертьфинал чемпионата мира 1991 года.

## Карьера игрока
С 1992 по 1993 годы Хэдли провёл пять матчей в должности капитана сборной, в том числе матч 17 октября 1992 года на «Уэмбли» против Англии. Несмотря на то, что Канада проиграла Англии 13:26, Хэдли затмил своих английских противников — Уэйда Дули и Мартина Бэйфилда, что позволило Канаде выступить весьма достойно в матче. Также Хэдли с группой нападающих помог Канаде выйти в четвертьфинал чемпионата мира 1991 года, где та при неплохой игре уступила Новой Зеландии со счётом 13:29 (на групповом этапе команда победила сборные Фиджи и Румынии).
По итогам выступления на чемпионате мира 1991 года Хэдли был включён в символическую сборную мира по версии журнала Rugby World и попал в состав клуба регбийных звёзд «Барбариан», которому предстояло сыграть в 1992 году матч на стадионе «Туикенем» против Австралии, новоиспечённых чемпионов мира. Партнёром Хэдли на позиции лока в матче против австралийцев стал новозеландец Иан Джонс. Всего Хэдли провёл пять таких матчей за «Барбарианс» и в 1991 году был удостоен звания лучшего атлета года в Виктории (Британская Колумбия).
Во время своих профессиональных выступлений в Лондоне за «Лондон Уоспс» (с 1994 по 1997 годы) Хэдли прославился тем, что поколотил двух хулиганов в Лондонском метрополитене. Это событие оказалось на первых полосах британских газет и журналов, к тому же об этом в своей речи в Палате общин даже упомянул премьер-министр Джон Мэйджор. После этого Хэдли стал чаще и чаще появляться на телевидении, выступив несколько раз в телепередаче Би-би-си «Rugby Special». Тем не менее, из-за конфликта с руководством сборной Канады даже его известность не позволила ему попасть в заявку сборной Канады на чемпионат мира 1995 года, где Канада не имела никаких шансов на выход из группы при наличии ЮАР и Австралии.
В августе 1997 года статья о Хэдли вышла в журнале «Total Sport Magazine» (статья «The Blood and Guts, Hard Issu»), в которой он вошёл в число 12 самых жёстких спортсменов мира вместе с британским автогонщиком Формулы-1 Джонни Хербертом и американским велогонщиком Лэнсом Армстронгом, а также боксёрами Роберто Дураном (Панама) и Риддиком Боу (Австралия). В 2003 году в журнале Inside Sport, вышедшем в ноябре 2003 года (№143, страница 70), в статье о чемпионате мира по регби легендарный капитан сборной Австралии Джон Илз назвал Норма Хэдли одним из лучшим игроков на чемпионатах мира, поставив его на 3-е место. В рейтинг вошли Джона Лому (Новая Зеландия, 1995, 1-е место), сборная Самоа (1991 год, 2-е место), сборная Кот-д'Ивуара (1995, 4-е место) и Роб Эджертон (Австралия, 1991, 5-е место).

## Личная жизнь
Норман был внуком кинооператора Осмонда Боррадейла, лауреата кинопремии «Оскар». Родители — Майкл и Анита Хэдли, брат Дэвид, сёстры Полин и Мишель. Дочь — Мэдисон Элли Уотсон.
После карьеры игрока Норман Хэдли посещал Лондонскую школу экономики и работал в банках Barclays, Deutsche Bank, а также сотрудничал с брокерской фирмой из Нью-Йорка.

## Смерть
Хэдли после завершения карьеры игрока долгое время страдал от хронических болей, хронической травматической энцефалопатии и депрессии. 19 марта 2016 года он умер в гостиничном номере в Токио от сердечного приступа, который был вызван передозировкой пентобарбитала (согласно заявлению токийских врачей). О смерти сообщили только на следующий день.